# Луїджі Фаравеллі
Луїджі Джузеппе Фаравеллі (італ. Luigi Giuseppe Faravelli, 29 жовтня 1852, Страделла - 22 березня 1914, Рим) - італійський адмірал та політик.

## Біографія

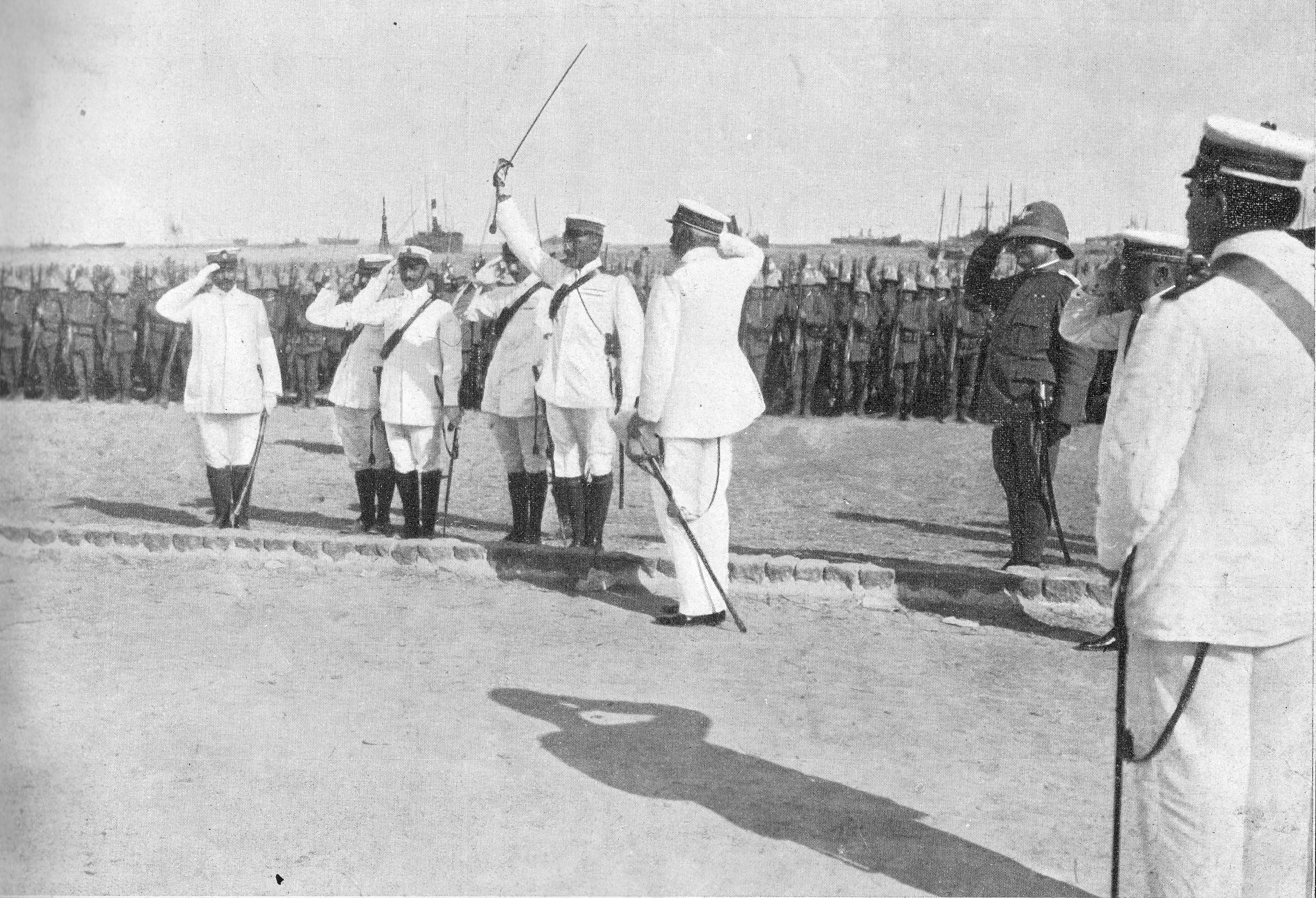
Луїджі Фаравеллі та Умберто Каньї в Триполі

Луїджі Фаравеллі народився 29 жовтня 1852 року у місті Страделла. У 1866 році вступив до Морської школи в Генуї, яку закінчив у 1871 році у званні гардемарина. У 1875 році отримав звання молодшого лейтенанта, у 1881 році - лейтенанта, у 1890 році - капітана III рангу, у 1896 році - капітана II рангу.
У 1897 році командував броненосцем «Франческо Морозіні», який перебував у складі Міжнародної ескадри, що втрутилась у повстання греків Криту проти панування Османської імперії.
У 1900 році отримав звання капітана I рангу і був призначений капітаном броненосця «Реджина Маргерита», пізніше знову командував броненосцем «Франческо Морозіні».
У 1905 році отримав звання контрадмірала і був призначений генеральним директором департаменту персоналу та військової служби, потім командував військово-морського командування на Сардинії. У 1911 році отримав звання віцеадмірала і був призначений командувачем військово-морського командування у Венеції.
Під час італійсько-турецької війни 1911-1912 років командував 2-ю ескадрою, яка блокувала Триполі та інші важливі лівійські порти, щоб захистити десантування італійської армії від нападу турецького флоту.
У 1912 році був призначений сенатором. Того ж року був президентом Вищої ради військово-морського флоту (італ. Consiglio superiore della Marina).
Помер у Римі 22 березня 1914 року. Похований у фамільному склепі в Страделлі.

## Нагороди
- Кавалер Ордена Корони Італії
- Офіцер Ордена Корони Італії
- Командор Ордена Корони Італії
- Великий офіцер Ордена Корони Італії
- Кавалер великого хреста Ордена Корони Італії
- Кавалер Ордена Святих Маврикія та Лазаря
- Офіцер Ордена Святих Маврикія та Лазаря
- Командор Ордена Святих Маврикія та Лазаря
- Великий офіцер Ордена Святих Маврикія та Лазаря
- Кавалер Великого хреста Ордена Святих Маврикія та Лазаря
- Великий офіцер Савойського військового ордена
- Пам'ятна медаль італійсько-турецької війни 1911—1912
- Маврикіанська медаль заслуг за 10 п'ятиліть бездоганної військової кар'єри
- Золотий хрест за вислугу років (40 років)
- Медаль за 20 років судноводіння